# Ribonuclease

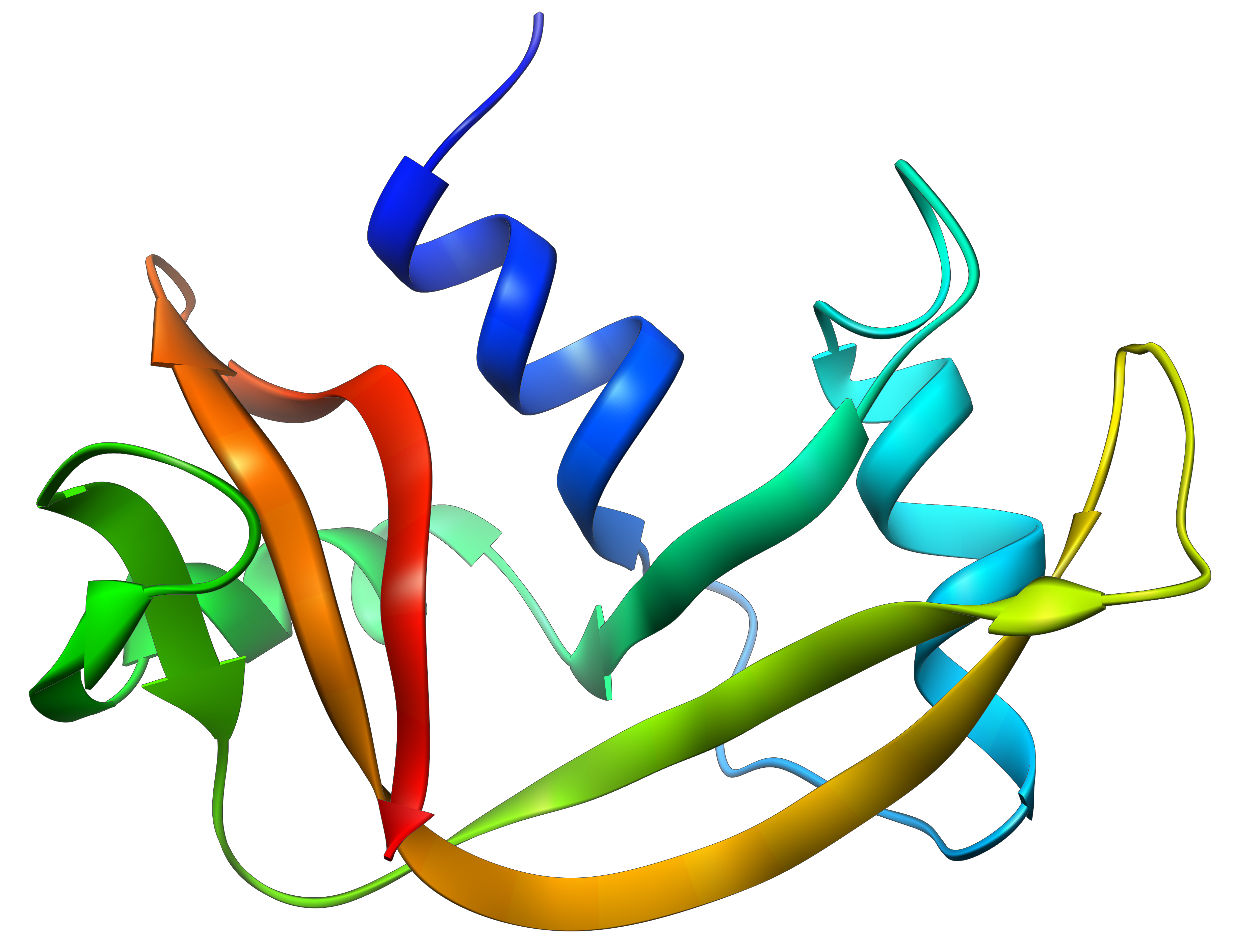
Estrutura da RNase A

Ribonuclease (geralmente abreviada como RNase) é um tipo de nuclease que catalisa a degradação do RNA em componentes menores. As ribonucleases podem ser divididas em endorribonucleases e exorribonucleases e em várias subclasses, dentro da classificação EC das enzimas: EC 2.7 (para as fosfotransferases) e EC 3.1 (para as hidrolases).